# Italimpianti
Italimpianti ou Italimpianti - Società Italiana Impianti S.p.A était une importante société italienne d'ingénierie et de constructions industrielles.
Italimpianti appartenait au groupe public italien IRI, avant de passer sous la houlette de Iritecna SpA, puis de Fintecna, holding public italien spécialisé dans le domaine du génie industriel et dans la construction de sites complets pour la sidérurgie et les autres industries lourdes, incluant l'industrie nucléaire.

## Histoire
La société Italimpianti S.p.A. a été créée le 6 août 1951 par le groupe italien Finsider SpA, 1er groupe sidérurgiste en Europe, sous le nom de Interessenze Siderurgiche SpA.
En 1957, la société est renommée Consulenze Progettazioni e Costruzioni di Impianti Siderurgici SpA - Conseils Conceptions et Constructions de sites sidérurgiques. Le nom est raccourci en Società Italiana Impianti SpA en 1966 et prend sa dernière appellation Italimpianti SpA, en 1971 après avoir racheté plusieurs autres sociétés d'ingénierie dont Cosider SpA.
Italimpianti a participé à la construction de la centrale nucléaire d'Embalse, en Argentine.

### Privatisation
L'Italie a été un des premiers pays européens à appliquer la réglementation européenne en matière d'ouverture à la concurrence qui imposait la privatisation des entreprises publiques industrielles et commerciales. En Italie, ce processus de privatisation et de démantèlement du secteur industriel public débute en 1993. La société Italimpianti SpA du groupe Finsider est privatisée le 11 septembre 1995. 

#### La partition de la société
Le processus de privatisation mené en Italie dans les années 1990 se fit essentiellement en ne retenant que le critère du plus offrant. C'est ce qui justifie qu'un des fleurons de l'industrie d’État italienne ait pu être dépecé de la sorte :
- La filiale industrielle d'Italimpianti, Innocenti Sant'Eustacchio SpA, était une société métallurgique italienne de grand renom, spécialisée dans la conception et la fabrication de laminoirs et d'usines sidérurgiques à coulée continue. Elle produisait également plusieurs types d’équipements comme des presses de très haute capacité pour la sidérurgie.
Cette branche a été vendue au groupe allemand Mannesmann Demag AG qui a gardé le bureau d'études et son savoir-faire et a revendu la partie entreprise en 2002 au groupe italien Camozzi SpA.

- La filiale Castalia SpA, était spécialisée dans le traitement des déchets de tout genre : eaux usées, déchets ménagers et industriels, traitement des rejets gazeux. Toutes ses productions étaient certifiées pour la protection de l'environnement. Cette branche a été vendue à la filiale spécialisée du groupe Fiat S.p.A. Fisia, spécialisée dans le traitement d'eau, stations d'épuration, production d'eau ultra-pure, désalinisation d'eau de mer et traitement des rejets industriels gazeux. Fiat a fusionné Fisia et la branche d'Italimpianti pour former Fisia-Italimpianti, société toujours opérationnelle au sein du groupe Impregilo.

- La branche d'Italimpianti qui conçoit et produit des systèmes de transport automatisés, des fours électriques industriels pour la sidérurgie et certaines industries lourdes, a été vendue au groupe italien Techint[1].

### La société Italimpianti SpA
En mai 1995, la dernière fois où la société a présenté un bilan, Italimpianti SpA avait réalisé un chiffre d'affaires de 813 milliards de £ires italiennes soit l'équivalent de 410 M€ (valeur 2001), avait dégagé un bénéfice net de 9 milliards de £ires et avait un effectif de 1.400 salariés. Son porte feuille de commandes atteignait les 1.300 milliards de £ires,.

### Les réalisations d'Italimpianti
L'entreprise Italimpianti SpA était l'une des sociétés d'ingénierie industrielle les plus importantes d'Italie. Elle assurait la conception et la construction d'installations et d'ouvrages d'ingénierie industrielle et technique, y compris des activités de maintenance et de conseil.
Italimpianti a construit et modernisé de nombreuses installations et ouvrages de génie civil en Italie et à l'étranger : Bagnoli, Tarente, Cornigliano, Terni, Mexique, Brésil (au port de Tubarão près de Vitória), Iran (Bandar Abbas d'abord puis Mobarakeh - Espahan ensuite), Union soviétique (Volžskij - Volgograd), Bahreïn, Danemark (pont sur le Kattegat), Émirats Arabes Unis (Dubaï et Abu Dhabi), Argentine - Centrale nucléaire d'Embalse ... et bien d'autres.